# Shaheed Alam
Shaheed Alam (* 9. Juli 1998 in Singapur) ist ein singapurischer Tennisspieler.

## Karriere
Alam trat als Junior auf der ITF Junior Tour und erreichte dort mit Platz 260 eine höchsten Platzierung in der Junior-Rangliste.
Bei den Profis spielte Alam ab 2017 unregelmäßig Turniere und dabei hauptsächlich in seinem Heimatland oder der Umgebung und fast ausschließlich auf der drittklassigen ITF Future Tour. Anfang 2021 bekam er für das Turnier der ATP Tour, die Singapore Tennis Open, eine Wildcard für den Doppelwettbewerb. Dort spielte er mit seinem Landsmann Roy Hobbs. Die Paarung unterlag zum Auftakt N. Sriram Balaji und Luca Margaroli mit 5:7, 1:6.
Seit 2014 spielt Alam jährlich für die singapurische Davis-Cup-Mannschaft und hat dort eine Bilanz von 19:11.